# اعتراضات ۲۰۱۹ مصر
اعتراضات ۲۰۱۹ مصر، تظاهرات گسترده‌ای در قاهره، اسکندریه، دمیاط و سایر شهرها در ۲۰، ۲۱ و ۲۷ سپتامبر ۲۰۱۹ بود که در آن، معترضان، خواستار برکناری رئیس‌جمهور، عبدالفتاح سیسی شدند. نیروهای امنیتی، با گاز اشک‌آور و گلوله‌های لاستیکی پاسخ دادند. بر اساس داده‌های مرکز حقوق اقتصادی و اجتماعی مصر، کمیسیون حقوق و آزادی‌های مصر و شبکه عربی اطلاعات حقوق بشر، تا تاریخ ۲۳ اکتبر ۲۰۱۹, ۴۳۰۰ بازداشت خودسرانه انجام شد که طبق گزارش عفو بین‌الملل و بنیاد بلادی، ۱۱۱ نفر از آنها، صغیر بودند. دستگیرشدگان برجسته، ماهینور المصری، وکیل حقوق بشر، خالد داود، روزنامه‌نگار و رهبر سابق حزب مشروطه و حازم حسنی و حسن نافع، دو استاد علوم سیاسی در دانشگاه قاهره بودند. این موج دستگیری‌ها، بزرگ‌ترین موج دستگیری، از زمان ریاست‌جمهوری سیسی در ۲۰۱۴ بود.